# China op de Paralympische Zomerspelen 2012
China was aanwezig op de Paralympische Zomerspelen 2012, die gehouden werden in Londen. China won met 95 goud, 71 zilver en 65 brons het medailleklassement. Het totale aantal medailles kwam uit op 231: een record. Vier jaar eerder, tijdens de Paralympische Zomerspelen 2008 in eigen land, won China twintig medailles minder. Qua deelnemers was China met 294 atleten net niet de hoofdleverancier. Dat was het gastland Groot-Brittannië.

## Medailleoverzicht
| Medaille                                                              | Naam | Sport            | Onderdeel                               |
| --------------------------------------------------------------------- | --- | ---------------- | --------------------------------------- |
| Goud                                                                  | Liu Fuliang | Atletiek         | Mannen Verspringen F46                  |
| Goud                                                                  | Liu Fuliang | Atletiek         | Mannen Hink-stap-springen F46           |
| Goud                                                                  | Xue Lei | Atletiek         | Mannen 100 meter T11                    |
| Goud                                                                  | Zhao Xu | Atletiek         | Mannen 100 meter T46                    |
| Goud                                                                  | Li Huzhao | Atletiek         | Mannen 200 meter T53                    |
| Goud                                                                  | Xia Dong | Atletiek         | Mannen Kogelstoten F37/38               |
| Goud                                                                  | Wang Zhiming | Atletiek         | Mannen Kogelstoten F40                  |
| Goud                                                                  | Li Huzhao | Atletiek         | Mannen 400 meter T53                    |
| Goud                                                                  | Zhang Lixin | Atletiek         | Mannen 400 meter T54                    |
| Goud                                                                  | Wang Yanzhang | Atletiek         | Mannen Discuswerpen F32/33/34           |
| Goud                                                                  | Wang Zhiming | Atletiek         | Mannen Discuswerpen F40                 |
| Goud                                                                  | Zhu Pengkai | Atletiek         | Mannen Speerwerpen F12/13               |
| Goud                                                                  | Fu Yanlong | Atletiek         | Mannen Speerwerpen F42                  |
| Goud                                                                  | Gao Mingjie | Atletiek         | Mannen Speerwerpen F44                  |
| Goud                                                                  | Wang Zhiming | Atletiek         | Mannen Speerwerpen F40                  |
| Goud                                                                  | Liu Yang, Liu Chengming, Li Huzhao, Zhang Lixin                                                                                                   | Atletiek         | Mannen 4x400 meter T53/54               |
| Goud                                                                  | Zhou Guohua | Atletiek         | Vrouwen 100 meter T12                   |
| Goud                                                                  | Liu Ping | Atletiek         | Vrouwen 100 meter T35                   |
| Goud                                                                  | Huang Lisha | Atletiek         | Vrouwen 100 meter T53                   |
| Goud                                                                  | Liu Wenjun | Atletiek         | Vrouwen 100 meter T54                   |
| Goud                                                                  | Liu Ping | Atletiek         | Vrouwen 200 meter T35                   |
| Goud                                                                  | Chen Junfei | Atletiek         | Vrouwen 200 meter T38                   |
| Goud                                                                  | Huang Lisha | Atletiek         | Vrouwen 200 meter T53                   |
| Goud                                                                  | Mi Na | Atletiek         | Vrouwen Kogelstoten F37                 |
| Goud                                                                  | Yao Juan | Atletiek         | Vrouwen Kogelstoten F42/44              |
| Goud                                                                  | Yang Liwan | Atletiek         | Vrouwen Kogelstoten F54/55/56           |
| Goud                                                                  | Zhou Hongzhuan | Atletiek         | Vrouwen 400 meter T53                   |
| Goud                                                                  | Zhang Liangmin | Atletiek         | Vrouwen Discuswerpen F11/12             |
| Goud                                                                  | Mi Na | Atletiek         | Vrouwen Discuswerpen F37                |
| Goud                                                                  | Wu Qing | Atletiek         | Vrouwen Discuswerpen F35/36             |
| Goud                                                                  | Yang Liwan | Atletiek         | Vrouwen Speerwerpen F54/55/56           |
| Goud                                                                  | Liu Ming | Atletiek         | Vrouwen Speerwerpen F57/58              |
| Goud                                                                  | Zhou Hongzhuan | Atletiek         | Vrouwen 800 meter T53                   |
| Goud                                                                  | Liang Guihua | Baanwielrennen   | Mannen Achtervolging C2                 |
| Goud                                                                  | Li Zhang Yu | Baanwielrennen   | Mannen tijdrit 1 kilometer C1-2-3       |
| Goud                                                                  | Zeng Sini | Baanwielrennen   | Vrouwen Achtervolging C1-2-3            |
| Goud                                                                  | He Yin | Baanwielrennen   | Vrouwen Tijdrit 500 meter C1-2-3        |
| Goud                                                                  | Ji Xiaofei, Liu Xinyang, Xie Hao | Baanwielrennen   | Gemengd Team Sprint C1/5                |
| Goud                                                                  | Yan Huilian | Boogschieten     | Vrouwen Recurve staand                  |
| Goud                                                                  | Yuan Yanping | Judo             | Vrouwen +70kg                           |
| Goud                                                                  | Feng Qi | Powerliften      | Mannen -52kg                            |
| Goud                                                                  | Liu Lei | Powerliften      | Mannen -67.50kg                         |
| Goud                                                                  | Fu Taoying | Powerliften      | Vrouwen -75kg                           |
| Goud                                                                  | Huang Cheng | Roeien           | Mannen Skiff ASM1x                      |
| Goud                                                                  | Lou Xiaoxian, Fei Tianming | Roeien           | Gemengd Dubbeltwee TAMix2x              |
| Goud                                                                  | Ye Ruyi | Rolstoelschermen | Mannen Floret A-categorie               |
| Goud                                                                  | Hu Daoliang | Rolstoelschermen | Mannen Floret B-categorie               |
| Goud                                                                  | Chen Yijun | Rolstoelschermen | Mannen Sabel A-categorie                |
| Goud                                                                  | Chen Yijun, Hu Daoliang, Ye Ruyi | Rolstoelschermen | Mannen Teams Open-categorie             |
| Goud                                                                  | Yao Fang | Rolstoelschermen | Vrouwen Floret B-categorie              |
| Goud                                                                  | Rong Jing, Wu Baili, Yao Fang | Rolstoelschermen | Vrouwen Teams Open-categorie            |
| Goud                                                                  | Dong Chao | Schietsport      | Mannen 10 meter staand luchtgeweer SH1  |
| Goud                                                                  | Zhang Cuiping | Schietsport      | Vrouwen 10 meter staand luchtgeweer SH1 |
| Goud                                                                  | Zhang Cuiping | Schietsport      | Vrouwen 50 meter 3-posities geweer SH1  |
| Goud                                                                  | Li Jianfei | Schietsport      | Gemengd 25 meter pistool SH1            |
| Goud                                                                  | Feng Panfeng | Tafeltennis      | Mannen Singles 3-klasse                 |
| Goud                                                                  | Zhao Shuai | Tafeltennis      | Mannen Singles 8-klasse                 |
| Goud                                                                  | Ma Lin | Tafeltennis      | Mannen Singles 9-klasse                 |
| Goud                                                                  | Feng Panfeng, Gao Yanming, Zhao Ping | Tafeltennis      | Mannen Teams 3-klasse                   |
| Goud                                                                  | Cao Ningning, Guo Xingyuan, Zhang Yan | Tafeltennis      | Mannen Teams 4-5-klasse                 |
| Goud                                                                  | Ge Yang, Lian Hao, Lu Xiaolei, Ma Lin | Tafeltennis      | Mannen Teams 9-10-klasse                |
| Goud                                                                  | Liu Jing | Tafeltennis      | Vrouwen Singles 1-2-klasse              |
| Goud                                                                  | Zhou Ying | Tafeltennis      | Vrouwen Singles 4-klasse                |
| Goud                                                                  | Zhang Bian | Tafeltennis      | Vrouwen Singles 5-klasse                |
| Goud                                                                  | Mao Jingdian | Tafeltennis      | Vrouwen Singles 8-klasse                |
| Goud                                                                  | Lei Lina | Tafeltennis      | Vrouwen Singles 9-klasse                |
| Goud                                                                  | Li Qian, Liu Jing | Tafeltennis      | Vrouwen Teams 1-3-klasse                |
| Goud                                                                  | Gu Gai, Zhang Bian, Zhang Miao, Zhou Ying | Tafeltennis      | Vrouwen Teams 4-5-klasse                |
| Goud                                                                  | Fan Lei, Lei Lina, Liu Meili, Yang Qian | Tafeltennis      | Vrouwen Teams 6-10-klasse               |
| Goud                                                                  | Zeng Sini | Wielrennen       | Vrouwen Wegwedstrijd C 1-3              |
| Goud                                                                  | \| Li Liping Lu Hong Qin Sheng Yu Hong Su Li Mei Tan Yanhua Tang Xue Mei \| Wang Yanan Yang Yan Ling Zhang Lijun Zhang Xu Fei Zheng Xiong Ying \| | Zitvolleybal     | Vrouwen                                 |
| Goud                                                                  | Yang Yang | Zwemmen          | Mannen 50 meter vrije slag S2           |
| Goud                                                                  | Xu Qing | Zwemmen          | Mannen 50 meter vrije slag S6           |
| Goud                                                                  | Yang Bozun | Zwemmen          | Mannen 50 meter vrije slag S11          |
| Goud                                                                  | Yang Yang | Zwemmen          | Mannen 100 meter vrije slag S2          |
| Goud                                                                  | Xu Qing | Zwemmen          | Mannen 100 meter vrije slag S6          |
| Goud                                                                  | Pan Shiyun | Zwemmen          | Mannen 100 meter vrije slag S7          |
| Goud                                                                  | Wang Yinan | Zwemmen          | Mannen 100 meter vrije slag S8          |
| Goud                                                                  | Yang Yang | Zwemmen          | Mannen 200 meter vrije slag S2          |
| Goud                                                                  | Wang Yinan | Zwemmen          | Mannen 400 meter vrije slag S8          |
| Goud                                                                  | Xu Qing | Zwemmen          | Mannen 50 meter vlinderslag S6          |
| Goud                                                                  | Pan Shiyun | Zwemmen          | Mannen 50 meter vlinderslag S7          |
| Goud                                                                  | Du Jianping | Zwemmen          | Mannen 50 meter schoolslag SB2          |
| Goud                                                                  | Yang Bozun | Zwemmen          | Mannen 100 meter schoolslag SB11        |
| Goud                                                                  | Yang Yang | Zwemmen          | Mannen 50 meter rugslag S2              |
| Goud                                                                  | Zheng Tao | Zwemmen          | Mannen 100 meter rugslag S6             |
| Goud                                                                  | Du Jianping | Zwemmen          | Mannen 150 meter wisselslag SM3         |
| Goud                                                                  | Xu Qing | Zwemmen          | Mannen 200 meter wisselslag SM6         |
| Goud                                                                  | Yang Bozun | Zwemmen          | Mannen 200 meter wisselslag SM11        |
| Goud                                                                  | Liu Xiaobing, Lin Furong, Wei Yanpeng, Wang Yinan                                                                                                 | Zwemmen          | Mannen 4x100 meter wisselslag 34-punten |
| Goud                                                                  | Xia Jiangbo | Zwemmen          | Vrouwen 50 meter vrije slag S3          |
| Goud                                                                  | Lin Ping | Zwemmen          | Vrouwen 50 meter vrije slag S9          |
| Goud                                                                  | Xia Jiangbo | Zwemmen          | Vrouwen 100 meter vrije slag S3         |
| Goud                                                                  | Feng Yazhu | Zwemmen          | Vrouwen 50 meter rugslag S2             |
| Goud                                                                  | Lu Dong | Zwemmen          | Vrouwen 100 meter rugslag S6            |
| Zilver                                                                | Ma Yuxi | Atletiek         | Mannen Verspringen F37/38               |
| Zilver                                                                | Li Duan | Atletiek         | Mannen Hink-stap-springen F11           |
| Zilver                                                                | Liang Yongbin | Atletiek         | Mannen 100 meter T37                    |
| Zilver                                                                | Zhao Yufei | Atletiek         | Mannen 100 meter T53                    |
| Zilver                                                                | Liu Yang | Atletiek         | Mannen 100 meter T54                    |
| Zilver                                                                | Fu Xinhan | Atletiek         | Mannen 200 meter T35                    |
| Zilver                                                                | Shuang Guangxu | Atletiek         | Mannen 200 meter T37                    |
| Zilver                                                                | Hou Zhanbiao | Atletiek         | Mannen Kogelstoten F46                  |
| Zilver                                                                | Zhou Wenjun | Atletiek         | Mannen 400 meter T38                    |
| Zilver                                                                | Xia Dong | Atletiek         | Mannen Discuswerpen F37/38              |
| Zilver                                                                | Wang Yanzhang | Atletiek         | Mannen Speerwerpen F33/34               |
| Zilver                                                                | Xue Lei, Yuan Yizhi, Yang Yuqing, Li Yansong | Atletiek         | Mannen 4x100 meter T11/13               |
| Zilver                                                                | Liu Zhiling, Liu Fuliang, Xie Hexing, Zhao Xu | Atletiek         | Mannen 4x100 meter T42/T46              |
| Zilver                                                                | Jia Juntingxian | Atletiek         | Vrouwen Verspringen F11/12              |
| Zilver                                                                | Chen Junfei | Atletiek         | Vrouwen 100 meter T38                   |
| Zilver                                                                | Zhou Hongzhuan | Atletiek         | Vrouwen 100 meter T53                   |
| Zilver                                                                | Dong Hongjiao | Atletiek         | Vrouwen 100 meter T54                   |
| Zilver                                                                | Zhou Guohua | Atletiek         | Vrouwen 200 meter T12                   |
| Zilver                                                                | Tang Hongxia | Atletiek         | Vrouwen Kogelstoten F11/12              |
| Zilver                                                                | Wang Jun | Atletiek         | Vrouwen Kogelstoten F35/36              |
| Zilver                                                                | Xu Qiuping | Atletiek         | Vrouwen Kogelstoten F37                 |
| Zilver                                                                | Meng Genjimisu | Atletiek         | Vrouwen Kogelstoten F40                 |
| Zilver                                                                | Yang Yue | Atletiek         | Vrouwen Kogelstoten F42/44              |
| Zilver                                                                | Dong Hongjiao | Atletiek         | Vrouwen 400 meter T54                   |
| Zilver                                                                | Tang Hongxia | Atletiek         | Vrouwen Discuswerpen F11/12             |
| Zilver                                                                | Xu Qiuping | Atletiek         | Vrouwen Discuswerpen F37                |
| Zilver                                                                | Jia Qianqian | Atletiek         | Vrouwen Speerwerpen F37/38              |
| Zilver                                                                | Huang Lisha | Atletiek         | Vrouwen 800 meter T53                   |
| Zilver                                                                | Xiong Dezhi, Cao Yuanhang, Liu Ping, Chen Junfei                                                                                                  | Atletiek         | Vrouwen 4x100 meter T35/38              |
| Zilver                                                                | Li Zhang Yu | Baanwielrennen   | Mannen Achtervolging C1                 |
| Zilver                                                                | Yan Zhiqiang | Boccia           | Gemengd Individueel BC2                 |
| Zilver                                                                | Zheng Yuansen | Boccia           | Gemengd Individueel BC4                 |
| Zilver                                                                | Yan Zhiqiang, Yuan Weibo, Zhang Qi, Zhong Kai | Boccia           | Gemengd Teams BC1-2                     |
| Zilver                                                                | Gao Fangxia, Xiao Yanhong, Yan Huilian | Boogschieten     | Vrouwen Teams Recurve Open-klasse       |
| Zilver                                                                | Chen Fengqing, Fan Feifei, Ju Zhen, Lin Shan, Wang Shasha, Wang Ruixue                                                                            | Goalball         | Vrouwen                                 |
| Zilver                                                                | Li Xiaodong | Judo             | Mannen -60kg                            |
| Zilver                                                                | Zhao Xu | Judo             | Mannen -66kg                            |
| Zilver                                                                | Wang Song | Judo             | Mannen +100kg                           |
| Zilver                                                                | Wang Lijing | Judo             | Vrouwen -52kg                           |
| Zilver                                                                | Zhou Tong | Judo             | Vrouwen -63kg                           |
| Zilver                                                                | Gu Xiao Fei | Powerliften      | Mannen -82.50kg                         |
| Zilver                                                                | Cai Huichao | Powerliften      | Mannen -90kg                            |
| Zilver                                                                | Qi Dong | Powerliften      | Mannen -100kg                           |
| Zilver                                                                | Cui Zhe | Powerliften      | Vrouwen -40kg                           |
| Zilver                                                                | Yang Yan | Powerliften      | Vrouwen -60kg                           |
| Zilver                                                                | Tan Yujiao | Powerliften      | Vrouwen -67.50kg                        |
| Zilver                                                                | Chen Yijun | Rolstoelschermen | Mannen Floret A-categorie               |
| Zilver                                                                | Tian Jianquan | Rolstoelschermen | Mannen Sabel A-categorie                |
| Zilver                                                                | Wu Baili | Rolstoelschermen | Vrouwen Floret A-categorie              |
| Zilver                                                                | Dang Shibei | Schietsport      | Vrouwen 50 meter 3 posities geweer SH1  |
| Zilver                                                                | Zhang Yan | Tafeltennis      | Mannen Singles 4-klasse                 |
| Zilver                                                                | Cao Ningning | Tafeltennis      | Mannen Singles 5-klasse                 |
| Zilver                                                                | Ge Yang | Tafeltennis      | Mannen Singles 10-klasse                |
| Zilver                                                                | Gu Gai | Tafeltennis      | Vrouwen Singles 5-klasse                |
| Zilver                                                                | Yang Qian | Tafeltennis      | Vrouwen Singles 10-klasse               |
| Zilver                                                                | Liu Xianyang | Wielrennen       | Mannen Wegwedstrijd C 4-5               |
| Zilver                                                                | Liang Guihua | Wielrennen       | Mannen Tijdrit C 2                      |
| Zilver                                                                | Liu Xinyang | Wielrennen       | Mannen Tijdrit C 5                      |
| Zilver                                                                | Pan Shiyun | Zwemmen          | Mannen 50 meter vrije slag S7           |
| Zilver                                                                | Yang Bozun | Zwemmen          | Mannen 100 meter vrije slag S11         |
| Zilver                                                                | Pan Shiyun | Zwemmen          | Mannen 400 meter vrije slag S7          |
| Zilver                                                                | Zheng Tao | Zwemmen          | Mannen 50 meter vlinderslag S6          |
| Zilver                                                                | Wei Yanpeng | Zwemmen          | Mannen 100 meter vlinderslag S8         |
| Zilver                                                                | He Junquan | Zwemmen          | Mannen 50 meter rugslag S5              |
| Zilver                                                                | Jia Hongguang | Zwemmen          | Mannen 100 meter rugslag S6             |
| Zilver                                                                | Yang Bozun | Zwemmen          | Mannen 100 meter rugslag S11            |
| Zilver                                                                | Wang Jiachao | Zwemmen          | Mannen 200 meter wisselslag SM8         |
| Zilver                                                                | Song Maodang, Wang Jiachao, Lin Furong, Wang Yinan                                                                                                | Zwemmen          | Mannen 4x100 meter vrije slag 34-punten |
| Zilver                                                                | Li Guizhi | Zwemmen          | Vrouwen 50 meter vrije slag S11         |
| Zilver                                                                | Lu Dong | Zwemmen          | Vrouwen 50 meter vlinderslag S6         |
| Zilver                                                                | Song Lingling | Zwemmen          | Vrouwen 100 meter schoolslag SB5        |
| Li Liping Lu Hong Qin Sheng Yu Hong Su Li Mei Tan Yanhua Tang Xue Mei | Wang Yanan Yang Yan Ling Zhang Lijun Zhang Xu Fei Zheng Xiong Ying                                                                                |                  |                                         |

| Sport            | Medailles | Medailles | Medailles | Medailles |
| Sport            | Goud      | Zilver    | Brons     | T         |
| ---------------- | --------- | --------- | --------- | --------- |
| Atletiek         | 33        | 29        | 24        | 86        |
| Boccia           | 0         | 3         | 0         | 3         |
| Boogschieten     | 1         | 1         | 2         | 4         |
| Goalball         | 0         | 1         | 0         | 1         |
| Judo             | 1         | 5         | 1         | 7         |
| Powerliften      | 3         | 6         | 6         | 15        |
| Roeien           | 2         | 0         | 0         | 2         |
| Rolstoelschermen | 6         | 3         | 1         | 10        |
| Schietsport      | 4         | 1         | 3         | 8         |
| Tafeltennis      | 14        | 5         | 2         | 21        |
| Wielrennen       | 6         | 4         | 5         | 14        |
| Zitvolleybal     | 1         | 0         | 0         | 1         |
| Zwemmen          | 24        | 13        | 21        | 58        |

Afghanistan · Albanië · Algerije · Amerikaanse Maagdeneilanden · Andorra · Angola · Antigua en Barbuda · Argentinië · Armenië · Australië · Azerbeidzjan · Bahrein · Barbados · België · Belize · Benin · Bermuda · Bolivia · Bosnië en Herzegovina · Brazilië · Britse Maagdeneilanden · Brunei · Bulgarije · Burkina Faso · Burundi · Cambodja · Canada · Centraal-Afrikaanse Republiek · Chili · China · Chinees Taipei · Colombia · Comoren · Congo-Brazzaville · Congo-Kinshasa · Cookeilanden · Costa Rica · Cuba · Cyprus · Denemarken · Djibouti · Dominica · Dominicaanse Republiek · Duitsland · Ecuador · Egypte · El Salvador · Equatoriaal-Guinea · Eritrea · Estland · Ethiopië · Faeröer · Fiji · Filipijnen · Finland · Frankrijk · Gabon · Gambia · Georgië · Ghana · Grenada · Griekenland · Groot-Brittannië · Guam · Guatemala · Guinee · Guinee‑Bissau · Guyana · Haïti · Honduras · Hongarije · Hongkong · Ierland · IJsland · India · Indonesië · Irak · Iran · Israël · Italië · Ivoorkust · Jamaica · Japan · Jemen · Jordanië · Kaaimaneilanden · Kaapverdië · Kameroen · Kazachstan · Kenia · Kirgizië · Kiribati · Koeweit · Kroatië · Laos · Lesotho · Letland · Libanon · Liberia · Libië · Liechtenstein · Litouwen · Luxemburg · Macau · Macedonië · Madagaskar · Maldiven · Maleisië · Mali · Malta · Marshalleilanden · Marokko · Mauritanië · Mauritius · Mexico · Micronesia · Moldavië · Monaco · Mongolië · Montenegro · Mozambique · Myanmar · Namibië · Nauru · Nederland · Nepal · Nicaragua · Nieuw-Zeeland · Niger · Nigeria · Noord-Korea · Noorwegen · Oeganda · Oekraïne · Oezbekistan · Oman · Oostenrijk · Oost-Timor · Pakistan · Palau · Palestina · Panama · Papoea-Nieuw-Guinea · Paraguay · Peru · Polen · Portugal · Puerto Rico · Qatar · Roemenië · Rusland · Rwanda · Saint Kitts en Nevis · Saint Lucia · Saint Vincent en Grenadines · Salomonseilanden · Samoa · San Marino · Saoedi-Arabië · Senegal · Servië · Seychellen · Sierra Leone · Singapore · Slovenië · Slowakije · Soedan · Somalië · Spanje · Sri Lanka · Suriname · Swaziland · Syrië · Tadzjikistan · Tanzania · Thailand · Togo · Tonga · Trinidad en Tobago · Tsjaad · Tsjechië · Tunesië · Turkije · Turkmenistan · Tuvalu · Uruguay · Vanuatu · Venezuela · Verenigde Arabische Emiraten · Verenigde Staten · Vietnam · Wit-Rusland · Zambia · Zimbabwe · Zuid-Afrika · Zuid-Korea · Zweden · Zwitserland
Niet deelgenomen: Botswana · Malawi